# Nikolaj Nikolaevič Obručev
Nikolaj Nikolaevič Obručev in russo Николай Николаевич Обручев? (San Pietroburgo, 21 novembre 1830 – Jaure, 25 giugno 1904) è stato un generale russo.

## Biografia
Nato a San Pietroburgo da una famiglia originaria della Polonia e legata alle tradizioni militari, Obrucev entrò nel corpo dei cadetti e frequentò poi l'accademia militare Nicola nella quale si diplomò nel 1848. Nel 1858 fondò il Voyenny Sbornik (Collezione Militare), un giornale di settore militare, che venne chiuso dopo la pubblicazione di alcuni suoi scritti critici nei confronti della logistica dell'esercito russo durante la guerra di Crimea. Divenne uno dei protetti di Dmitrij Alekseevič Miljutin che nel 1863 lo nominò segretario dello staff della commissione accademica militare. Da quella posizione, Nikolaj fu un elemento strumentale per l'applicazione delle riforme militari volute dal suo protettore.
Rivestì un ruolo altrettanto fondamentale nella predisposizione dei preparativi della guerra russo-turca (1877-1878). Nel luglio del 1877 venne posto in servizio nel Caucaso dove prese parte alla sconfitta dell'esercito ottomano nella regione ad opera dei russi. Venne trasferito nei Balcani dove ebbe nuovamente modo di mettere in campo le proprie doti militari contro l'impero ottomano.
Nel 1881, Piotr Semënovič Vannovskiy, il nuovo ministro della guerra russo, lo nominò capo del suo staff. Obručev risultò anche in quella posizione fondamentale per la riforma dell'esercito russo, avviando la costruzione di una serie di fortificazioni sulla frontiera militare occidentale dell'impero e studiando un piano (poi mai applicato) per un'invasione anfibia del Bosforo.
Inviato alla conferenza militare franco-russa del 1892, persuase Nicola II di Russia a non intervenire nell'ambito della guerra sino-giapponese del 1894-1895.
Ritiratosi dal servizio attivo nel 1897, morì in Francia nel giugno del 1904, venendo poi sepolto a San Pietroburgo.